# 格里姆利冰川
69°9′S 64°40′W / 69.150°S 64.667°W
格里姆利冰川（英語：Grimley Glacier）是南極洲的冰川，位於葛拉漢地的法利埃海岸，長28公里、寬6公里，處於桑菲克斯冰川以北3海里，最終注入凱西冰川，現時由南極條約體系管理。